# A piac (film)
A piac 1983-ban bemutatott színes magyar tévéfilmet, Mihályfy Sándor rendezte, a László-Bencsik Sándor által írt történet alapján. Egy budapesti piac működésének néhány napját mutatja be, hivatásos és amatőr színészek realista játékával, rajta keresztül bevilágít az 1970-es évek végén, 1980-as évek elején Magyarországon zajló sajátságos piacgazdasági reálfolyamat mélyére. A piacon hatalmi harc folyik, a szocialista hiánygazdaságra ráépült régi zöldséges maffia alulmarad a helyére tolakodó új erővel, a magángazdálkodó, magánkereskedő maffiával szemben. Bemutatását egy éven át késleltették.

## Cselekmény
Bari János fiatal bányászlegény BKV-busszal a „Levente térre” (a valóságos Bosnyák térre) érkezik, a piacot keresi, mert úgy hallotta, ott van munkalehetőség, és jól lehet keresni. Kecsege Sanyi, a piaci nepperek kifutófiúja, aki éppen elvesztette minden pénzét kártyán, megmutatja, hol kell munkára jelentkezni. Kecsege a büfé vezetőjétől, Gyula bácsitól kér pénzt. Bari tanúja lesz, amint egy teherautósofőr elgázolja Tragacsbárót, a piac legrégibb hordárát, akire egy érdekütközés miatt „rá akart ijeszteni”. A sérültet elviszi a mentő, Gyula bácsi fejcsóválva neheztel a „túlkapásért”. Hollóvári, a piac igazgatója tudja, hogy egy felvásárlókból és viszonteladókból álló maffia működik az állami piacon, leszorított áron felvásárolják a legszebb árut, s elviszik jól fizető maszek zöldségesekhez, nagy haszonnal adnak túl rajta, a termelőket sakkban tartják, megfélemlítik, megszabják az árakat és előírják, ki kivel kereskedhet. Hollóvári le akarja őket buktatni, de nincs bizonyítéka. 
Bari bérbe veszi a kórházba került Tragacsbáró kézikocsiját. Nyica, a csinos bolgárkertészlány felfogadja hordárnak. A kapuban Hronecz fuvaros a másik piacfelügyelőt, Irén asszonyt pénzeli, hogy maszek áruját behozhassa. Gyula bácsi magas kamatra kölcsönt kínál Hronecznek, hogy rozzant Moszkvicsát lecserélhesse.
Nádháziné Zsuzska érkezik az árujával. Buzinger, Gyula bácsi küldönce közli vele, tudnak arról, hogy megállapodásuk ellenére az asszony konkurens cégnek is szállít árut. Tudják, hogy a rivális cég vezetője Vedres Marci, Nádháziné szeretője, aki pár éve lebukott a Nagyvásártelepen, most szabadult a börtönből és át akarja venni a zöldségkereskedelem irányítását. Átadja Gyula bácsi „ajándékát”, a szeretőkről készített zsaroló fotókat. Megfenyegeti az asszonyt, ha nem hajlandó elárulni nekik Vedres terveit, a férjének is küldenek a fotókból. Összekapnak, Bari közbe akar lépni, de Nyica óva inti, itt ne szóljon bele semmibe.
A hordárok, Dobrányi, Ultimó és Olajkár összeverik Barit, mert túl sokat rak a kocsijára, ezzel az ő üzletüket rontja. Nyica vigasztalja. Bari elmondja neki a terveit: annyi pénzt akar keresni, hogy saját kézikocsit vehessen, aztán privát hordár engedéllyel megkeresse egy használt furgon árát, amivel már a maga ura lehet. A naiv Barit a hordárok ezután álságosan meghívják ebédelni, aztán kiröhögik: az egész kaja és pia az ő számlájára megy.
Olajkár, a hordárok szakszervezeti bizalmija be akarja hízelegni magát Hollóvárinál. Az igazgató tudja, hogy Olajkár összevásárolta a hordárok kézikocsijait, és uzsoradíjért kölcsönzi vissza nekik. Olajkár hajlandó Hollóvárinak kémkedni. Hollóvári lebuktatja Maklári zöldségest, aki a mérlegre ragasztott súllyal megkárosítja a vásárlókat. Maklári veréssel fenyegeti, de Hollóvári nem enged.
A büféirodában Gyula bácsi megköti a kölcsönszerződést Hroneczcel, aki „hetvenet aláír, hatvanat kap”. De rászól, hogy Hronecz ne fogadjon el pénzt a konkurens Vedrestől is, mert könnyen úgy járhat, mint a „Tragacsbáró”. Halk szavú fenyegetésének Buzinger és Kecsege jelenléte ad súlyt. Gyula bácsi ezután megszervezi a másnapi szállítást, lekéri a nagyfőnöktől az alkalmazandó árakat. Lekötelezettje, Szerednyik Árpi borítékba rakja a nagyfőnöknek, a „Zsófia úrasszonynak” járó „törlesztést”, és Kecsegével elküldi. Kecsege azonban megtartja a pénzt. A kocsmában kioktatja Barit, hogy fizikai munkával sohasem fog kiemelkedni a proletársorból, sohasem lesz a maga ura. Barinak nincs lakása, a parkban éjszakázik.
Olajkár besúgja Hollóházinak, hogy másnap hajnalban nagy szállítás lesz. Piacnyitás előtt megérkezik a „pénzes” budai zöldségeseknek szállító Csontos Szigfrid, és alacsony áron felvásárolja a jó árut. A termelők csak az állammal előre leszerződött mennyiséget vihetik be a piacra, a felügyelő Irén asszony a többit nem engedi be, az vagy „rárohad” a termelőre vagy eladja a maffia által diktált alacsony áron. Hollóházi lesben áll, lefotózza az áruátvételt, pénzátadásokat, Trabantjával követi a teherautót, amely a budai hegyvidék maszek zöldségeseinek viszi a minőségi árut magas áron, mert „nagyon megy a hegyen, bármennyiért megveszik”.
Fiákeres Zsófia „nagyasszony” egy jobb napokat látott, hervadó nepperasszony a három volt férjével (a „Vak” Nácival, Csontos Szigfriddel és Gyula bácsival) dolgozik együtt. Lerobbant nagypolgári lakásban lakik Böskével, a cselédjével, és Antalovics Bélával, aki sofőr és testőr egyszemélyben. Zsófia retteg az öregedéstől, aktuális szeretője Kecsege Sanyi, akiért rajong, mert azt hiszi, a fiú őszintén szereti. Az elegáns Náci, a hivatásától örökre eltiltott ügyvéd, aki idegenek előtt vaknak tetteti magát, figyelmezteti Zsófiát, hogy a közgazdasági realitások regressziót ígérnek: A forint gyengül, az árak emelkednek, a vásárlóerő csökkenőben van. Az eddig megszerzett pénzt be kell fektetni. Zsófia csak áruban, még több áruban gondolkodik, felidézi sikereit a második világháborús feketekereskedelem éveiből.
Zsófia felelősségre vonja Gyula bácsit, hogy már nem a régi, nem eléggé hatékony, nem teljesíti kiadott feladatát: Hollóvárit nem tudta se megvenni, se megfélemlíteni, Vedrest nem tudta lebuktatni. Szemére veti, hogy Gyula bácsi túl lágyszívű, elengedte Szerednyik Árpi havi törlesztését. Kiderül, hogy Szerednyik a pénzt elküldte Kecsege Sanyival, de ő ellopta.
A parkban Kecsege bemutatja Barinak, hogyan keres gagyizással (hamis aranyékszer eladásával) tízezer forintot, amennyi pénzt Bari még sosem látott egyben. A megjelenő rendőrség elől a templomba menekülnek. Buzinger, Antalovics és Bütyök elcsípik Kecsegét, és Zsófia elé viszik. Kirázzák belőle az ellopott pénzt. A csalódott Zsófia megbotozza, elkergeti és Antaloviccsal vigasztalódik. Náci finoman figyelmezteti Gyula bácsit, teremtsen rendet a piacon, mire a nagyasszony visszatér, és szerezzen neki egy ifjú lovagot is.
Gyula bácsi megkörnyékezi Hollóvárit, szeretne vele „szót érteni”, figyelmezteti, velük „jól járhatna”, de a piacot átvenni akaró új emberek már meg se fogják próbálni, hogy a piacfelügyelőt is érdekeltté tegyék. Hollóvári elutasítja, úgy véli, hamarosan elég bizonyítéka lesz, hogy a rendőrséghez forduljon. Röviddel ezután Hollóvári megkapja előhívott fényképeit, melyek el vannak rontva, használhatatlanok, szemétbe dobja őket.
Nyica elmondja Barinak, hogy bolgárkertész családja növelni akarja a forgalmat, ezért neki hamarosan egy másik bolgárkertész fiához kell feleségül mennie, „föld a földhöz”. Gyula bácsi megbízásából Olajkár megbabrálja Bari kézikocsiját. Vargáné tojásszállítmánya leborul és összetörik, az épen maradt tojásokat a piaci vásárlók felkapkodva lopják el. A kárt Bari nem tudja megtéríteni, Gyula bácsi kifizeti helyette. Bari panaszkodik Hollóvárira, hogy ki akarja rúgni, mert nincs pesti lakóhelye. Gyula pénzt ad neki, vegyen rendes ruhát és keressen albérletet. „Jó munkát” is ígér neki. Este, zárás után a takarító néni behozza Gyula bácsinak Hollóvári irodai papírkosarának tartalmát, egy kis piát kap jutalmul. Gyula megtalálja a piacfelügyelő intézkedési tervét, és az illegális kereskedést leleplező, de rontott, kidobott fényképeket. Rájön, hogy Szigfrid a konkurenciának szállít. Először telefonálni akar, aztán másként dönt, a papírokat eltüzeli.
Gyula bácsi Barit egy csomaggal a „vak” Nácihoz küldi, aki felküldi maga helyett Zsófiához ebédre. Visszatérve Bari elújságolja a rosszat sejtő Nyicának, hogy talált egy „jóakarót”, nem alszik többé szabad ég alatt, és nem sokáig hordárkodik már.
A büféirodában Náci mézesmázos szavakkal tudtára adja Gyula bácsinak, hogy hogy Zsófika a fiúval meg van elégedve, de Gyula bácsit ejtette, nem maradhat a helyén, azonnal induljon, kocsival elviszik valahová egy messzi faluba. Munkatársa, Szerednyik Árpi láthatólag nincs meglepve.
Hollóvári feljelentéssel fenyegeti Hroneczet, aki sokkal több árut hoz termelői igazolvánnyal a piacra, mint amennyi a saját földjén megteremhet. De nem hajlandó rávallani üzlettársaira. Hollóvári ennek ellenére készíti a feljelentést Gyula bácsi és az egész hálózat ellen. Hronecz a büféirodába siet segítségért, de az ajtót Káló őrzi, Vedres embere, aki nemrég harmadolással szabadult a börtönből. Nem engedi be Hroneczet, sőt azt tanácsolja neki, tűnjön el még a környékről is. A büféirodában tárgyal Zsófia és Náci a Vedres–Nádháziné párossal, a lakótelepi zöldségüzletekbe szállítás jogáról. Zsófia nem akar lemondani se a jó budai üzletekről („kis forgalom, nagy haszon”), se a lakótelepi „proli” vevőkörről („nagy forgalom, kis haszon”), és követeli Gyula bácsi visszahozatalát. Vedres bemutatja neki Hollóvári fényképeit, amelyek jó minőségűek, szemben Hollóvári saját kópiáival, amelyet Vedresnek az Ofotértba beépített emberei kicseréltek rontottakra. Zsófia megérti, hogy Hollóvári az ő embereit készül lebuktatni, ezért kellett Gyula bácsit eltüntetni, és azt is, hogy saját bizalmasa, a „vak” Náci is Vedres zsoldjában áll. Most már Vedres diktál, kapcsolatai révén eltávolítja a piacfelügyelőket. Irén asszonyt a Rákóczi téri vásárcsarnokba helyezik át, Szilast nyugdíjba küldik, Hollóváritól pedig meg kell szabadulniuk.
Bari, aki már Zsófiánál lakik, Csontos Szigfrid sofőrje lesz. Hronecz, Antalovics és Bütyök felszólítják, hogy egy szögbelövővel sántítsa le Hollóvárit. Bari visszautasítja, de Náci megfenyegeti, ha nem teszi meg, mehet vissza a bányába, tologathatja a csillét élete végéig, ne is álmodozzon se mikrobuszról, se úri életről, „Krisztus koporsóját sem őrizték ingyen”. Este Bari meglövi Hollóházit, aki kórházba kerül. Zsófia ezután csillogó éjszakai mulatóba viszi Barit, és az elkápráztatott fiút a szeretőjévé teszi. Reggel Bari kijózanodva szembesül az öregedő, paróka alatt kopaszodó némberrel, és undorodva elmenekül. A piacon azonban már új világot talál, Gyula bácsi régi emberei átálltak vagy kigolyózták őket. A rakodók kifizettetik Barival az „ebédmeghívást”. Munkába sem tud állni, mert Olajkár megvette a Tragacsbáró kézikocsiját is, és Barinak nem adja bérbe. A büféirodában Gyula bácsi helyén Vedrest találja, aki cinikusan Hollóvárihoz küldi, „bár ha jól hallottam, éppen kórházi kezelésre szorul”. Zsófiához menne, de Náci kidobja, mondván, a bűncselekményéhez nekik semmi közük, sőt cinikusan megrója az öregasszonnyal való „pfúj milyen ízléstelen” kalandjáért. Szobájában már az új dzsigoló lakik. Bari megalázva és mindenkitől elárulva visszautazik falujába.

## Szereposztás
| Szerep                            | Színész         |
| --------------------------------- | --------------- |
| Bari János                        | O. Szabó István |
| Kecsege Sanyi, selyemfiú, gagyizó | Gáspár Sándor   |
| Nyica (Mirova Anna), termelő      | Szirtes Ági     |
| Fiákeres Zsófi „nagyasszony”      | Kovács Mária    |
| Fiákeres Zsófi hangja             | Máthé Erzsi     |
| „Vak” Náci (Barna Ignác), ügyvéd  | Kálmán György   |
| Böske, Zsófi cselédje             | Pártos Erzsi    |
| Vajda Gyula bácsi, büfés          | Novák István    |
| Csontos Szigfrid, kereskedő       | Imre Sándor     |
| Buzinger, verőember               | S. Tóth József  |
| Antalovics Béla, verőember        | Csányi János    |
| Bütyök, verőember                 | Uri Mihály      |
| Hollóvári, a piac igazgatója      | Őze Lajos       |
| Irén asszony, piacfelügyelő       | Várnagy Katalin |
| Szilas, piacfelügyelő             | Simala János    |
| Hronecz Lajos, fuvaros            | Kóti Árpád      |
| Szerednyik Árpi                   | Gerbár Tibor    |
| Vedres Marci, kereskedő           | Fonyó István    |
| Nádháziné Zsuzska, kereskedő      | Szakács Eszter  |
| Káló, Vedres embere               | Boroznaki Pál   |
| Olajkár, rakodó                   | Kun Vilmos      |
| Dobrányi, rakodó                  | Polgár Géza     |
| Ultimó, rakodó                    | Csurka László   |
| Száler, rakodó                    | Bánhidi László  |
| Vargáné Klárika, tojásos          | Soós Edit       |
| Zöldséges                         | Nagy István     |
| Maklári, csaló zöldséges          | Vándor József   |

- További szereplők: Csorba György, Györffy László, Horváth Ottó, Joó László, Juhász László, Kiss László, Ligeti Éva, Lőrincz István dr., Máday György, Palóznaki Pál, Pogány Margit, Sz. Kovács Gyula, Sándor Iza, Szak Jánosné, Sz. Kovács Gyula, Wattay Judit.

## Készítése
László-Bencsik Sándor író, dokumentarista 1980 körül egyszerű munkavállalóként beállt egy budapesti piac dolgozói közé, hogy megismerje a piac működését, és belelásson a láthatatlan háttérfolyamatokba. Tapasztalataiból szociografikus történetet írt, melyet Mihályfy Sándor megfilmesítésre érdemesnek tartott. A forgatókönyvet Horváth Péter írta. Az 1981-ben elkészült film a létező szocializmus felszíne alatt működő gazdasági maffia világát bemutató film már a próbavetítéseken nagy feltűnést keltett. Bemutatását a Magyar Televízióban csak 1983. december 7-én sikerült elérni.

## A társadalmi-gazdasági háttér
A hetvenes évek végén, nyolcvanas évek elején az állami Zöldért vállalat által dominált zöldség- és gyümölcskereskedelem rendszerét egyre erősebben kikezdték a magánvállalkozások, felvásárlók, viszonteladók, lánckereskedők, akik a magántermelőket maffiamódszerekkel sakkban tartva fölözték le a kereskedés hasznát. A film egy jellegzetes, jól felismerhető helyszínen, a Bosnyák téri (a filmben „Levente téri”) piacon kialakult ún. „sajátos viszonyokat” mutatja be, ahol pillanatok alatt óriási összegek és árumennyiségek cserélnek gazdát, és a haszon nagy részét azok a tőkével és kapcsolatokkal rendelkező viszonteladók zsebelik be, akik „gazdaságon kívüli eszközökkel” korlátozzák a termelők és a kiskereskedők piaci lehetőségeit.
A film címe kettős értelmű, a fizikai piachely mellett a láthatatlan, gazdasági piacról, a szocializmus törvényeinek ellenében érvényesülő piacgazdaságról is szól. Bemutatja a valós gazdaság farkastörvényeit, leszámol a munkásember önerőből való szociális felemelkedésének illúziójával. A főszereplő Bari János bányász nincstelenül, lakhely nélkül, egy jobb élet reményében jön Budapestre, ahol a hazugság, durvaság, könyörtelenség közegébe kerül. A gátlástalan érdekcsoportok kihasználják, megalázzák, és a film végén ugyanilyen nincstelenül, de már önbecsülésétől is megfosztva menekül haza.

## Sajtóvisszhang
„Még az edzettebb és teherbíróbb Kékfény-nézőket is elképesztheti, sőt megrettentheti a szervezett erőszaknak, kíméletlenségnek; csalásnak, kufárkodásnak az a kegyetlen világa, melyet ez az új magyar tévéfilm – A piac – bemutat. Hiszen ez nem egy régi, vagy új s valahol a földkerekségen játszódó krimiben tárul elénk! Az egyik mai fővárosi piacra visznek a filmünk alkotói, ahol a nyüzsgő-zajgó felszín alatt, élelmiszerhalmok, ládahegyek, elárusítóhelyek közepette különböző bűnszövetkezetek »tenyésznek«. Borzongva lehetünk tanúi annak, hogy könyörtelenül beleavatkoznak, meghatározó erővel, az árak alakulásába épp úgy, ahogy az emberek sorsába. (…) Mi tagadás! Nehéz eldönteni, hogy valójában mi az, amit láttunk e tévéfilmben, melyet László-Bencsik Sándor írt és Mihályfy Sándor rendezett, nagyvonalúan bevetve hivatásos és amatőr színészek egész seregét. A mai valóság egyik ismeretlen részének ún. »fehér foltjának« szociografikus felfedezését? Hazai tényekből gyúrt, naturalista, leleplező riport-drámát? Napjaink friss életanyagából épített, igaz történéseket is magába olvasztó, de azért lényegében fiktív, lazán összefüggő képsorokat a nagyvárosi piacok létező, illetve képzelt »alvilágának« tevékenységéről? Esetleg azt az újfajta »magyar krimit«, melynek előállításával oly sokan kísérleteznek s még többen vallottak csúfos kudarcot? Tán csaknem a múlt századi, már rég elfeledett vadromantikus írók modern utódjai jelentek meg, akik egykor francia (Sue) példáján lelkesülve tárták fel a fejlődő főváros „pesti rejtelmeit”, vagy a »hazai titkokat«? Kétségkívül sajátos ötvözet ez az új tévéfilm.”

– Illés Lajos írása, Népszava, 1983. december 13. 